# سمات (شهرستان لیلک)
سمات (به لاتین: Samat) یک منطقهٔ مسکونی در قرقیزستان است که در شهرستان لیلک واقع شده‌است. سمات ۱٫۱۶ کیلومتر مربع مساحت و ۲٬۰۷۶ نفر جمعیت دارد.